# WWE 2K23
WWE 2K23 to profesjonalna gra wideo o wrestlingu stworzona przez Visual Concepts i wydana przez 2K. Jest to dwudziesta trzecia odsłona serii WWE, dziewiąta pod szyldem WWE 2K i następca WWE 2K22. Została wydana na całym świecie 14 marca 2023 roku na platformy Microsoft Windows, PlayStation 4, PlayStation 5, Xbox One, Xbox Series X/S.
WWE 2K23 otrzymało ogólnie pozytywne recenzje po premierze i jest najwyżej ocenianą profesjonalną grą wrestlingową od czasu WWE '13. Kontynuacja gry, WWE 2K24, została wydana 8 marca 2024 roku.

## Rozgrywka
Podobnie jak poprzednik, WWE 2K23 oferuje zręcznościową i symulacyjną rozgrywkę wrestlingową. WarGames match po raz pierwszy pojawia się w grze WWE 2K, a Royal Rumble match obsługuje teraz tryb wieloosobowy online dla maksymalnie ośmiu graczy. Głosy sędziów zostały odświeżone z różnymi głosami i unikalnymi liniami, gdy dochodzi do przypięcia.
Tryby gry, takie jak MyFACTION, MyGM, Showcase, Universe, tryb kariery MyRISE i pełny pakiet kreacji powracają z nowymi funkcjami. Showcase zawiera okładkę gwiazdy Johna Ceny i pozwala graczom odtworzyć kluczowe momenty w karierze Ceny, grając jako jego przeciwnicy, jako odniesienie do jednego z jego haseł, "Never Give Up", w kolejności "odliczania" jego najtrudniejszych przeciwników, z którymi Cena zmierzył się w swojej karierze, od pojedynku ECW One Night Stand 2006 z Robem Van Damem o WWE Championship do pojedynku na Hell in a Cell 2009 z Randym Ortonem w Hell in a Cell matchu o WWE Championship, zakończonego trzema fikcyjnymi walkami: dwie walki z udziałem Ceny i dowolnego z przeciwników, z którymi zmierzył się podczas showcase’u na arenie Raw: Jeden, w którym Cena szybko używa swojego finishera, Attitude Adjustment, aby zdobyć zwycięstwo przez przypięcie, jako odniesienie do mema "LOLCENAWINS", a drugi walczy z niewidzialną wersją siebie, znaną jako "Super Cena", która ma ogólną ocenę 100, jako odniesienie zarówno do innego z jego haseł, "You Can't See Me", które jest również memem, jak i memem o tej samej nazwie, oraz fatal-4-way elimination match na arenie WrestleMania 38 pomiędzy Ceną, Stone Cold Steve Austinem, Hulkiem Hoganem i Bruno Sammartino, na prośbę Coreya Gravesa.
MyGM zostało odświeżone i oferuje rozgrywkę dla czterech graczy, pięciu nowych GM-ów (Xavier Woods, Tyler Breeze, Kurt Angle, Eric Bischoff i Mick Foley), dwie nowe marki (NXT 2.0 i WCW), mistrzostwa średniej karty, nagrody Slammy Awards, które pojawiały się na koniec każdego sezonu, oraz nowy główny cel, jakim jest zdobycie 10 trofeów Hall of Fame, które można zdobyć poprzez wyzwania sezonowe i osiągnięcia kariery w wielu 25-tygodniowych sezonach, aby zostać wprowadzonym do Galerii Sław WWE, gdzie, jeśli zostanie osiągnięty na koniec sezonu, gracz może przejść na emeryturę i zakończyć kampanię MyGM lub kontynuować do następnego sezonu.
Samouczek w grze przedstawia teraz Xaviera Woodsa trenującego w WWE Performance Center z Happy Corbinem i trenerem Drew Gulakiem przed jego fikcyjną walką z Johnem Ceną na arenie WrestleMania 38, aby stworzyć swój własny Showcase match.
MyRISE zawiera dwa odrębne wątki fabularne: "The Lock" i "The Legacy". The Lock podąża za męskim zapaśnikiem debiutującym w głównym składzie WWE. The Legacy opowiada o kobiecie wrestlerce z drugiego pokolenia, która pnie się po szczeblach kariery, wspierana przez rywalkę swojej ciotki, Molly Holly.

## Rozwój
Według dyrektora kreatywnego Lynella Jinksa, typ walki WarGames rozpoczął się przed WWE 2K22 i był możliwy dzięki przerobionemu silnikowi po niepowodzeniu WWE 2K20.
Deweloper Andrea Listenberger powiedziała Fightful, że dwa wątki fabularne w MyRISE zostały napisane przez byłych scenarzystów WWE.
15 lutego 2023 roku 2K opublikowało materiał z wejścia powracającej postaci Lity, który wywołał kontrowersje w mediach społecznościowych. Fani krytykowali model postaci Lity, powołując się na postrzegany brak jakości i ponowne użycie stroju, który był używany od WWE 2K16 w 2015 roku do WWE 2K20 w 2019 roku. Model Lity otrzymał zmiany na twarzy przed wydaniem gry. Lita '06 stała się grywalną postacią jako odpowiedź na krytykę modelu podstawowego; dostępny jest również alternatywny strój.

### Roster
WWE 2K23 zawiera 246 gwiazd. Jest to pierwszy tytuł z serii WWE 2K, który przypisuje różne stroje do jednego slotu, a mianowicie dla Romana Reignsa, AJ Stylesa, Lity i niektórych modeli Ceny.

## Premiera gry
23 stycznia 2023 roku WWE 2K23 zostało oficjalnie zapowiedziane z Johnem Ceną jako gwiazdą na okładce. Bad Bunny został również ogłoszony jako grywalna postać dla graczy, którzy zamówili grę w przedsprzedaży lub kupili edycje Deluxe lub Icon. Edycja Bad Bunny została wydana 23 października 2023 roku i zawierała całą zawartość Icon Edition, a także strój Bad Bunny’ego na Backlash 2023, kartę Bad Bunny EVO MyFaction, koszulkę LWO o tematyce portorykańskiej, elementy personalizacji MyFaction o tematyce Bad Bunny i 65 700 VC. Podobny pakiet, który zawierał podstawową grę i oba pakiety Bad Bunny, został wydany 18 października 2023 roku.
30 stycznia firma 2K opublikowała zakulisowy materiał filmowy przedstawiający skanowanie Cody’ego Rhodesa, który po raz pierwszy pojawia się pod swoim prawdziwym imieniem od czasu gry WWE 2K15 z 2014 roku po powrocie na WrestleManii 38, teraz pod pseudonimem "The American Nightmare".
Edycja Deluxe zawiera season passa na przyszłą zawartość do pobrania, bonusy MyFACTION i trzy dni wczesnego dostępu 14 marca. Icon Edition zawiera całą zawartość Deluxe Edition, a także "Ruthless Aggression Pack", który zawiera: klasyczne wersje OVW Ceny, Randy’ego Ortona, Brocka Lesnara i Batisty, arenę WrestleManii 22, dodatkowe bonusy MyFACTION oraz mistrzostwo John Cena Legacy Championship.
W dniu 6 marca 2023 roku ogłoszono zawartość do pobrania dla gry. Od kwietnia do sierpnia wydano pięć pakietów zawartości zawierających 24 grywalne postacie, w tym supergwiazdy z Raw, SmackDown, NXT i Legendy.[17] Postacie te obejmują: Bray Wyatt, Wade Barrett, Eve Torres, Zeus, Harley Race, bracia Steiner, Pretty Deadly i Hit Row między innymi.